# Slovenië op de Olympische Zomerspelen 2016
Slovenië nam deel aan de Olympische Zomerspelen 2016 in Rio de Janeiro, Brazilië. Zestig deelnemers in twaalf verschillende sporten behoorden tot de selectie. Zeiler Vasilij Žbogar droeg tijdens de openingsceremonie de nationale slag; mountainbiker Tanja Žakelj deed dat bij de sluitingsceremonie.
Slovenië won in 2016 vier medailles (eenmaal goud, tweemaal zilver en eenmaal brons), een vergelijkbaar resultaat met de drie voorgaande Zomerspelen. Regerend wereldkampioene Tina Trstenjak won het olympisch goud in de judoklasse tot 63 kilogram.

## Medailleoverzicht
| Sport     | Olympiër         | Onderdeel      | Medaille |
| --------- | ---------------- | -------------- | -------- |
| Judo      | Tina Trstenjak   | –63 kg (v)     | Goud     |
| Kanovaren | Peter Kauzer     | K-1 slalom (m) | Zilver   |
| Zeilen    | Vasilij Žbogar   | Finn (m)       | Zilver   |
| Judo      | Anamari Velenšek | –78 kg (v)     | Brons    |

## Deelnemers
(m) = mannen, (v) = vrouwen, (g) = gemengd

### Atletiek
| Olympiër         | Discipline               | Resultaat | Prestatie                                               |
| ---------------- | ------------------------ | --------- | ------------------------------------------------------- |
| Luka Janežič     | 400m (m)                 | 17e       | serie 4: 2de in 45,33 halve finale 2: 4de in 45,07 (NR) |
| Žan Rudolf       | 800m (m)                 | 29e       | serie 1: 5de in 1.46,93                                 |
| Anton Kosmač     | marathon (m)             | 117e      | 2:29.48                                                 |
| Robert Renner    | polsstokhoogspringen (m) | 22e       | kwalificatie groep B: 11de met 5,45m                    |
|                  |                          |           |                                                         |
| Maja Mihalinec   | 200m (v)                 | 48e       | serie 1: 6de in 23,38                                   |
| Sabina Veit      | 200m (v)                 | 62e       | serie 9: 7de in 23,75                                   |
| Daneja Grandovec | marathon (m)             | DNF       | DNF                                                     |
| Maruša Černjul   | hoogspringen (m)         | 21e       | kwalificatie groep B: 11de met 1,92m                    |
| Martina Ratej    | speerwerpen (m)          | 18e       | kwalificatie groep A: 10de met 59,76m                   |
| Tina Šutej       | polsstokhoogspringen (v) | 11e       | kwalificatie groep B: 5de 4,55m finale: 11de met 4,50m  |

### Gymnastiek
| Olympiër   | Discipline | Resultaat | Prestatie                            |
| ---------- | ---------- | --------- | ------------------------------------ |
| Teja Belak | sprong (v) | 19e       | kwalificatie: 19de met 13,650 punten |

### Handbal
| Olympiër | Onderdeel | Resultaat | Prestatie |
| --- | --------- | --------- | --- |
| Matevž Skok Blaž Blagotinšek Nik Henigman Vid Kavtičnik Blaž Janc Jure Dolenec Gorazd Škof Darko Cingesar Vid Poteko David Miklavčič Matej Gaber Uroš Zorman Marko Bezjak Simon Razgor Miha Zarabec Dean Bombač Urban Lesjak | mannen    | 6e        | groep B: 2de W van Egypte: 27-26 W van Brazilië: 31-29 W van Zweden: 29-24 V van GER: 25-28 W van Polen: 25-20 kwartfinale: V van Denemarken: 30-37 |

| № | Land      | Wedstrijden | Wedstrijden | Wedstrijden | Wedstrijden | Doelpunten | Doelpunten | Doelpunten | Punten |
| - | --------- | ----------- | ----------- | ----------- | ----------- | ---------- | ---------- | ---------- | ------ |
| № | Land      | GW          | W           | V           | G           | V          | T          | Saldo      | Punten |
| 1 | Duitsland | 5           | 4           | 1           | 0           | 153        | 141        | +12        | 8      |
| 2 | Slovenië  | 5           | 4           | 1           | 0           | 137        | 126        | +11        | 8      |
| 3 | Brazilië  | 5           | 2           | 2           | 1           | 141        | 150        | –9         | 5      |
| 4 | Polen     | 5           | 2           | 3           | 0           | 139        | 140        | –1         | 4      |
| 5 | Egypte    | 5           | 1           | 1           | 3           | 129        | 143        | –14        | 3      |
| 6 | Zweden    | 5           | 1           | 4           | 0           | 132        | 131        | +1         | 2      |

| Ronde       | Datum       | Lokale tijd | MEZT           | Plaats         | Land       | Score     | Land     |
| ----------- | ----------- | ----------- | -------------- | -------------- | ---------- | --------- | -------- |
| Groepsfase  |             |             |                |                |            |           |          |
| 7 augustus  | 21:50       | 02:50       | Rio de Janeiro | Slovenië       | 27–26      | Egypte    |          |
| 9 augustus  | 16:40       | 21:40       | Rio de Janeiro | Brazilië       | 28–31      | Slovenië  |          |
| 11 augustus | 19:50       | 00:50       | Rio de Janeiro | Slovenië       | 29–24      | Zweden    |          |
| 13 augustus | 09:30       | 14:30       | Rio de Janeiro | Slovenië       | 25–28      | Duitsland |          |
| 15 augustus | 09:30       | 14:30       | Rio de Janeiro | Polen          | 20–25      | Slovenië  |          |
| Kwartfinale | 17 augustus | 17:00       | 22:00          | Rio de Janeiro | Denemarken | 37–30     | Slovenië |

### Judo
| Olympiër         | Discipline | Resultaat | Prestatie |
| ---------------- | ---------- | --------- | --- |
| Adrian Gomboč    | –66kg (m)  | 5e        | 1ste ronde: vrij 2de ronde: W van GEO Marvelasjvili: ippon 3de ronde: W van ZAM Punza: ippon kwartfinale: W van CAN Bouchard: ippon halve finale: V van ITA Basile: shido bronzen finale: V van UZB Sobirov: ippon |
| Rok Drakšič      | –73kg (m)  | 17e       | 1ste ronde: vrij 2de ronde: V van ISR Muki: ippon |
| Mihael Žgank     | –90kg (m)  | 17e       | 1ste ronde: V van SRB Kukolj: ippon |
|                  |            |           | |
| Tina Trstenjak   | –63kg (v)  | Goud      | 1ste ronde: vrij 2de ronde: W van ITA Gwend: shido kwartfinale: W van CHN Yang: ippon halve finale: W van BRA Silva: ippon finale: W van FRA Agbegnenou: ippon                                                     |
| Anamari Velenšek | –78kg (v)  | Brons     | 1ste ronde: vrij 2de ronde: W van UKR Turks: yuko kwartfinale: W van CUB Castillo: ippon halve finale: V van USA Harrison: ippon bronzen finale: W van GER Malzahn: ippon                                          |

### Kanovaren
| Olympiër               | Discipline   | Resultaat | Prestatie                                                                                                  |
| Slalom                 | Slalom       | Slalom    | Slalom |
| ---------------------- | ------------ | --------- | --- |
| Benjamin Savšek        | C-1 (m)      | 6e        | voorronde: 4de run 1: 7de in 99,69 run 2: 3de in 94,36 halve finale: 4de in 98,70 finale: 6de in 99,36     |
| Luka Božič Sašo Taljat | C-2 (m)      | 7e        | voorronde: 6de run 1: 6de in 105,21 run 2: 7de in 113,41 halve finale: 7de in 111,14 finale: 7de in 107,73 |
| Peter Kauzer           | K-1 (m)      | Zilver    | voorronde: 12de run 1: 8ste in 91,11 run 2: 15de in 96,88 halve finale: 4de in 91,01 finale: 2de in 88,70  |
|                        |              |           | |
| Urša Kragelj           | K-1 (v)      | 9e        | voorronde: 7de run 1: 6de in 106,86 run 2: 4de in 102,79 halve finale: 9de in 108,37 finale: 9de in 108,68 |
| Vlakwater              |              |           | |
| Špela Ponomarenko      | K-1 200m (v) | 4e        | serie 2: 2de in 40,38 'halve finale 2: 3de in 40,79 finale: 4de in 40,76                                   |
| Špela Ponomarenko      | K-1 500m (v) | 10e       | serie 3: 5de in 1.55,93 halve finale 3: 3de in 1.58,09 finale B: 2de in 1.57,54                            |

### Schietsport
| Olympiër      | Discipline                 | Resultaat | Prestatie                                                     |
| ------------- | -------------------------- | --------- | ------------------------------------------------------------- |
| Boštjan Maček | trap (m)                   | 22e       | kwalificatie: 22ste met 113 punten (22-22-22-24-23)           |
|               |                            |           |                                                               |
| Živa Dvoršak  | 10m luchtgeweer (v)        | 17e       | kwalificatie: 17de met 414,7 punten (103,5-105,3-102,1-103,8) |
| Živa Dvoršak  | 50m geweer 3 houdingen (v) | 30e       | kwalificatie: 30ste met 572 punten (196-191-185)              |

### Tafeltennis
| Olympiër    | Discipline    | Resultaat | Prestatie |
| ----------- | ------------- | --------- | --- |
| Bojan Tokič | enkelspel (m) | 9e        | voorronde: vrij 1ste ronde: W van IRI Alamian: 4–1 (11-8, 7-11, 11-4, 11-5, 11-9-) 2de ronde: W van POL Wang: 4–2 (9-11, 11-9, 11-6, 9-11, 11-5, 11-3) 3de ronde: W van POR Apolónia: 4–1 (11-6, 10-12, 11-6, 11-7, 11-8) 4de ronde: V van GER Ovtcharov: 1–4 (33-31, 10-12, 4-11, 5-11, 7-11) |

### Tennis
| Olympiër      | Discipline    | Resultaat | Prestatie                            |
| ------------- | ------------- | --------- | ------------------------------------ |
| Polona Hercog | enkelspel (v) | 33e       | 1ste ronde: V van PUR Puig: 3–6, 2–6 |

### Triatlon
| Olympiër     | Discipline | Resultaat | Prestatie |
| ------------ | ---------- | --------- | --------- |
| Mateja Šimic | vrouwen    | 31e       | 2:02.28   |

### Wielersport
| Olympiër        | Discipline       | Resultaat    | Prestatie    |
| Mountainbike    | Mountainbike     | Mountainbike | Mountainbike |
| --------------- | ---------------- | ------------ | ------------ |
| Tanja Žakelj VS | vrouwen          | 13e          | 1:35.17      |
| Weg             |                  |              |              |
| Primož Roglič   | tijdrit (m)      | 10e          | 1:14.55      |
| Matej Mohorič   | wegwedstrijd (m) | DNF          | DNF          |
| Jan Polanc      | wegwedstrijd (m) | 52e          | 6:30.05      |
| Primož Roglič   | wegwedstrijd (m) | 26e          | 6:19.43      |
| Simon Špilak    | wegwedstrijd (m) | 57e          | 6:30.05      |
|                 |                  |              |              |
| Polona Batagelj | weg (v)          | 32e          | 3:58.03      |

### Zeilen
| Olympiër                   | Discipline | Resultaat | Prestatie                                |
| -------------------------- | ---------- | --------- | ---------------------------------------- |
| Vasilij Žbogar             | Finn (m)   | Zilver    | '68 punten: (3-1-7-10-15-8-5-4-9-8-6)    |
|                            |            |           |                                          |
| Veronika Macarol Tina Mrak | 470 (v)    | 6e        | 67 punten: (2-6-5-4-DSQ-12-4-DSQ-5-6-1)) |

### Zwemmen
| Olympiër                                        | Discipline            | Resultaat | Prestatie                                              |
| ----------------------------------------------- | --------------------- | --------- | ------------------------------------------------------ |
| Anže Tavčar                                     | 100m vrije slag (m)   | 36e       | serie 5: 5de in 49,38                                  |
| Anže Tavčar                                     | 200m vrije slag (m)   | 39e       | serie 1: 3de in 1.49,96                                |
| Martin Bau                                      | 150 m vrije slag (m)  | 36e       | serie 2: 7de in 15.29,95                               |
| Damir Dugonjič                                  | 100m schoolslag (m)   | 21e       | serie 5: 6de in 1.00,41                                |
| Robert Žbogar                                   | 200m vlinderslag (m)  | 22e       | serie 1: 2de in 1.57,05                                |
|                                                 |                       |           |                                                        |
| Anja Klinar                                     | 400 m vrije slag (v)  | 18e       | serie 4: 6de in 4.09,07                                |
| Anja Klinar                                     | 800 m vrije slag (v)  | DNS       | DNS                                                    |
| Tjaša Oder                                      | 800 m vrije slag (v)  | 13e       | serie 4: 7de in 8.33,14                                |
| Tjaša Vozel                                     | 100m schoolslag (v)   | 35e       | serie 3: 8ste in 1.11,15                               |
| Anja Klinar                                     | 200m vlinderslag (v)  | 15e       | serie 3: 4de in 2.08,43 halve finale 1: 7de in 2.09,44 |
| Anja Klinar Tjaša Oder Tjaša Pintar Janja Šegel | 4x200m vrije slag (v) | 15e       | serie 1: 8ste in 8.02,22                               |
| Špela Perše                                     | 10km open water (v)   | 16e       | 1:58.59                                                |